# آلفا (تنسی)
الفا، تنسی (به انگلیسی: Alpha, Tennessee) یک منطقهٔ مسکونی در ایالات متحده آمریکا است که در تنسی واقع شده‌است.